# Solventnost
Solventnost je sposobnost poduzeća da u svakom trenutku novčanim sredstvima podmiri svoje dospjele novčane obveze. Solventnost je platežna sposobnost poduzeća, a utvrđuje se koeficijentom solventnosti (l).
{\displaystyle l={\tfrac {raspolo{\check {z}}iva\ nov{\check {c}}ana\ sredstva}{dospjele\ nov{\check {c}}ane\ obveze}}}
Solventnost ne treba miješati s pojmom likvidnost, koji predstavlja sposobnost podmirivanja kratkoročnih dospjelih obaveza.